# シーキャット (ミサイル)
シーキャット（英語: Sea Cat）は、イギリスで開発された個艦防空ミサイル。現在では、イギリス海軍においてはシーウルフなどに代替されて退役しているが、本PDMSの搭載艦をライセンス建造したり譲渡を受けた国の一部では運用を継続している。

## 来歴
イギリス海軍は、近距離用の対空兵器として、戦間期より搭載してきた39口径40mm4連装機銃（QF 2ポンド・ポンポン砲）にかえて、第二次世界大戦中よりFCS連動式の56口径40mm連装機銃を採用し、またその不足を補うため、陸軍式の単装機銃も配備された。その後、イギリス陸軍と歩調を合わせるかたちで、同系統の新型機銃である70口径40mm連装機銃への更新が計画されたが、装備化は1950年代後半になる見込みであった。
1955年、その代替として、グリーンライト個艦防空ミサイルが提示された。これは1951年にRAEファーンボロで開催された会議を受けて開発されたもので、マラカ対戦車ミサイルをもとに、戦車だけでなく、自艦に向かってくる経空脅威をも迎撃することを目標としていた。1958年には最初の試射が行われ、開発が極めて迅速に進展したことから、海軍は70口径40mm連装機銃の調達を中止して、こちらに乗り換えることにした。これによって配備されたのが本ミサイルである。

## 構成

### GWS-20
最初のシステムは、GWS-20として1962年に就役した。射撃指揮装置としては機銃用のSTD方位盤（Simple Tachymetric Director）が用いられた。誘導方式としてはMCLOSを採用しており、ミサイルの尾翼に装着された発光体を目視し、ジョイスティックによる遠隔操作で手動追尾するものであった。
しかし、GWS-20は就役の時点で、既に高速化を続ける航空機に追随しきれなくなっていた。このことから、シーキャット・システムは継続的な改良を受けることとなった。

### GWS-21

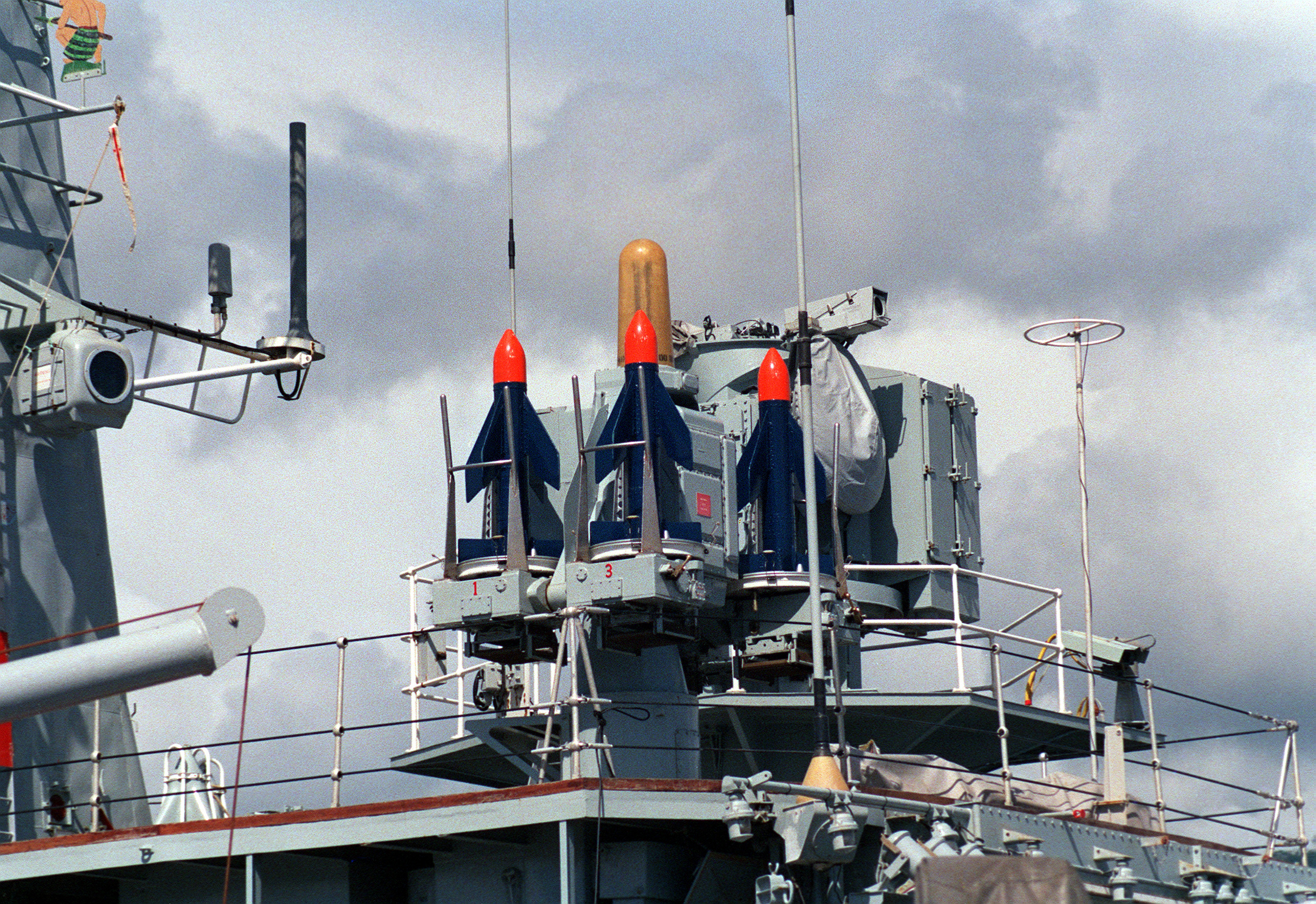
リアンダー級フリゲートに搭載されたGWS-21の4連装発射機

射撃指揮装置を262型レーダー搭載のCRBF（Close Range Blind Fire）に更新し、盲目射撃に対応したバージョンである。ただし、追尾は基本的に手動であり、また、GWS-20と同様の目視式も併用可能であった。

### GWS-22
射撃指揮装置を903型レーダー搭載のMRS-3に更新し、自動化を進めたバージョンである。MRS-3は、おおむねアメリカのMk.56 砲射撃指揮装置に匹敵するとされており、より自動化されたACLOS（Automatic, Command Line-Of-Sight）方式が採用された。
またオランダ海軍のファン・スペイク級フリゲートでは、火器管制レーダーを同国製のM45に変更した派生型が搭載されており、これはインドにも輸出された。

### GWS-24
射撃指揮機能をWSA武器管制システムに統合したバージョンであり、火器管制レーダーとしてはイタリア製のRTN-10Xが連接された。イギリス海軍におけるシーキャット・システムの決定版にあたり、これ以降の新規建造・改修艦艇（22型フリゲートやリアンダー級フリゲートバッチ3改修艦など）では、後継のシーウルフが搭載されるようになっていった。

### タイガーキャット

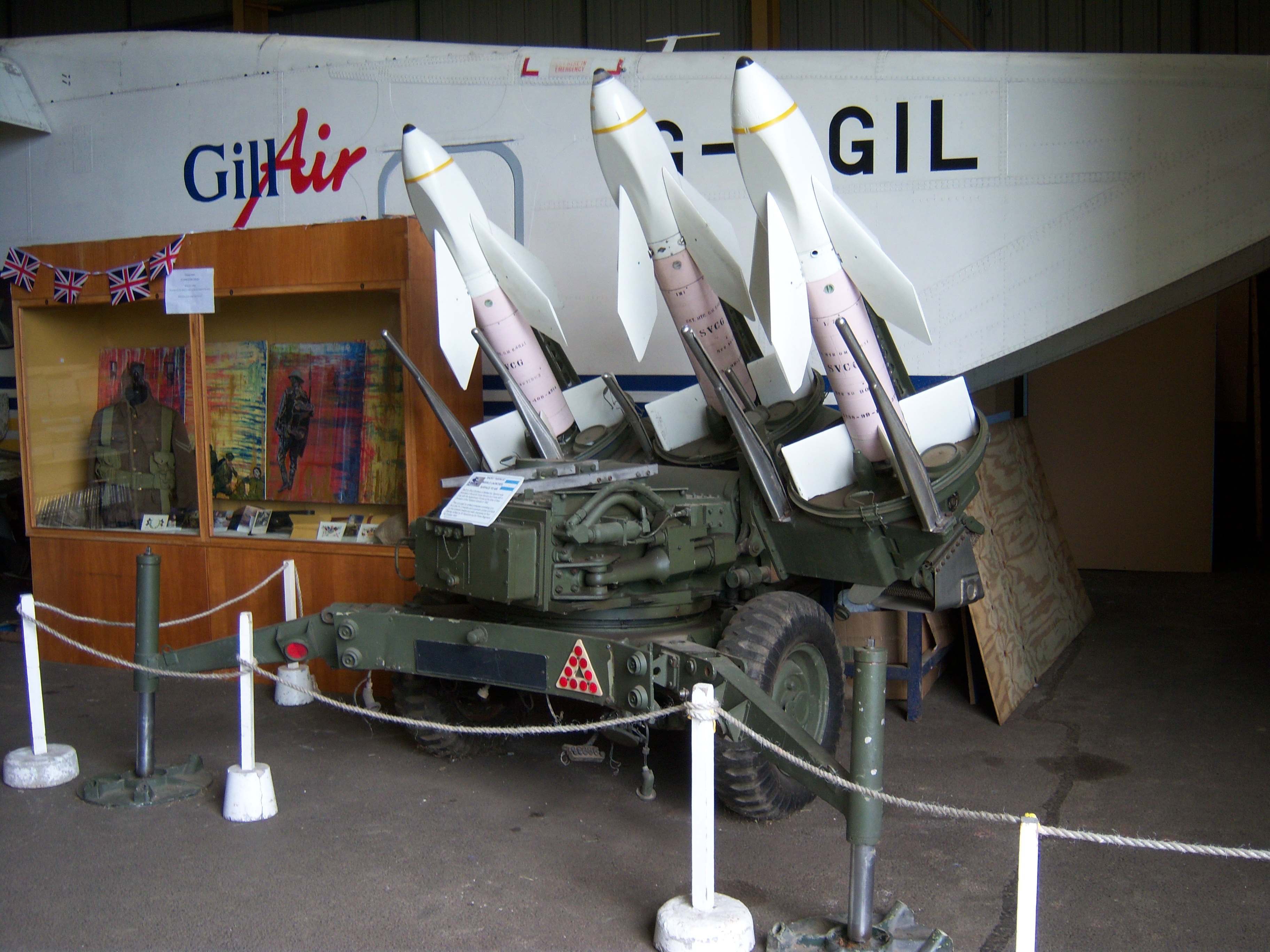
タイガーキャットの3連装発射機

シーキャットの陸上発射型。3連装発射機のトレーラーと火器管制を行うトレーラーで構成され、誘導方式などはGWS-20と同じく手動である。イギリス空軍の高射隊などに採用されていたほか、アルゼンチン、イラン、南アフリカなど他国にも採用されており、アルゼンチン軍がフォークランド紛争にて実戦使用している。

## 運用
本ミサイルはフォークランド紛争で実戦投入されており、8機のアルゼンチン軍機を撃墜したとされている。

### 採用国と搭載艦
- イギリス海軍
  - 空母「ハーミーズ」 (GWS-22)
  - バトル級A/D改修艦 (GWS-22)
  - カウンティ級駆逐艦 (GWS-21)
  - 81型フリゲート (GWS-21)
  - ロスシー級フリゲート (GWS-20)
  - リアンダー級フリゲート (GWS-22)
  - 21型フリゲート (GWS-24)
  - フィアレス級揚陸艦 (GWS-22)
- インド海軍
  - ニルギリ級フリゲート (M45採用型)
- インドネシア海軍
  - 81型フリゲート (GWS-21)
  - ファン・スペイク級フリゲート (M45採用型)
- エクアドル海軍
  - リアンダー級フリゲート (GWS-22)
- オーストラリア海軍
  - リバー級護衛駆逐艦 (GWS-22)
- オランダ海軍
  - ファン・スペイク級フリゲート (M45採用型)
- チリ海軍
  - カウンティ級駆逐艦 (GWS-22)
  - リアンダー級フリゲート (GWS-22)
- ニュージーランド海軍
  - リアンダー級フリゲート (GWS-22)
- パキスタン海軍
  - リアンダー級フリゲート (GWS-22)
- ブラジル海軍
  - ニテロイ級フリゲート (GWS-24)
- スウェーデン海軍
  - エステルイェートランド級駆逐艦